# 데니스 베커르스
데니스 베커르스(네덜란드어: Dennis Bekkers, 1980년 11월 29일~)는 네덜란드의 태권도 선수이다. 2008년 하계 올림픽 남자 페더급에 참가했으며 세계 선수권 대회에서 동메달 2개, 유럽 선수권 대회에서 금메달 1개, 은메달 1개, 동메달 2개를 획득했다.